# Буттац, Франц Иванович
Франц Иванович Буттац (Franz Buttatz; 1775—?) — российский врач, доктор медицины, одним из первых распространявших в России оспопрививание.
Врачебное образование и степень доктора медицины получил в Европе. В 1802 году представил императору Александру I и в медицинскую коллегию записку об оспопрививании и в апреле 1802 года по императорскому распоряжению начал создавать в семи губерниях центральной России пункты для прививки оспы; в течение 1802—1803 годов им было привито более шести тысяч детей.
В 1805 году Буттац был определён в московскую медико-хирургическую академию адъюнктом по кафедре судебной медицины, медицинской полиции и повивального искусства, которую тогда занимал профессор Г. П. Попов.
С декабря 1808 года до 1 апреля 1812 года он был доктором Екатерининского богадельного дома в Москве. Во время Отечественной войны 1812 года — главный врач 3-й западной армии генерала Тормасова; с января 1814 года исполнял должность полевого генерал-штаб-доктора резервной армии и в том же году был назначен главным доктором при Варшавских госпиталях. За время военных действий неоднократно отличался и получил несколько орденов. Кроме того, за попечение об австрийских раненных и больных, австрийский император пожаловал ему в 1813 году бриллиантовый перстень.
В 1819 году уволен в отставку; в 1820 году имел чин статского советника.
Среди его сочинений: 
- Наставление о прививании коровьей оспы. — СПб., 1892;
- О фосфоре, его существе, его растворении и о способе употреблять внутрь, как лекарство, опытами изведанными Францо Буттацом. — Курск, 1804;
- Начертание способов, как при недостатке в дровах заводить леса. — СПб., 1805 и др.

Имел двух сыновей: Ивана (1809—?) и Алексея (1810—1846).
В 1825 году Буттацы были записаны в III часть дворянской родословной книги Московской губернии.